# René Cagnat

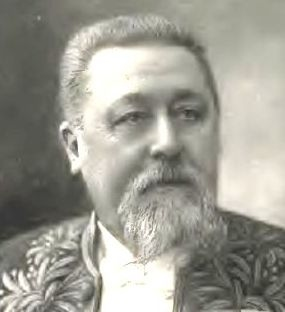
René Cagnat (1920)

René Louis Victor Cagnat (* 10. Oktober 1852 in Paris; † 27. März 1937 ebenda) war ein französischer Epigraphiker.

## Leben und Werk
René Cagnat studiert von 1873 bis 1876 an der École normale supérieure, 1880 wurde er promoviert. 1876 bis 1880 war er als Lehrer am Collège Stanislas in Paris tätig, von 1883 bis 1887 Professor für Alte Geschichte an der Universität Douai. Seit 1887 war er Professor für Epigraphik am Collège de France.
Cagnat widmete sich ab 1880 in seinen ersten wissenschaftlichen Arbeiten den Munizipalmilizen im Römischen Reich, 1882 den indirekten Steuern bei den Römern. 1886 veröffentlichte er eine Einführung in die lateinische Epigraphik, die mehrere Auflagen erlebte. Seit den 1880er-Jahren widmete Cagnat sich auch insbesondere den Inschriften Nordafrikas. Auf Bitten Theodor Mommsens bearbeitete er zunächst mit Johannes Schmidt, später mit Hermann Dessau die nordafrikanischen Inschriften für das Corpus Inscriptionum Latinarum. Die französische Regierung übergab ihm in den 1890er-Jahren die Aufsicht über die nordafrikanischen Museen und die dortige epigraphische Forschung. Zwischen 1906 und 1927 hatte Cagnat maßgeblichen Anteil an der Veröffentlichung der Inscriptiones Graecae ad res Romanas pertinentes (Zusammenstellung von griechischen Inschriften mit thematischem Bezug auf das römische Reich). Seine nachhaltigste Leistung war 1888 die Begründung der Zeitschrift L’Année épigraphique, in der bislang weit verstreute publizierte neue Inschriften gesammelt veröffentlicht werden.
1895 wurde Cagnat in die Académie des inscriptions et belles-lettres gewählt, von 1916 bis zu seinem Tode war er deren Secrétaire perpétuel. 1904 wurde er auf Antrag Otto Hirschfelds und Ulrich von Wilamowitz-Moellendorffs zum korrespondierenden Mitglied der Preußischen Akademie der Wissenschaften gewählt. Die Académie royale des Sciences, des Lettres et des Beaux-Arts de Belgique nahm ihn 1913 als assoziiertes Mitglied auf.

## Schriften
- Cours d’épigraphie latine. Paris 1886; 3. Auflage 1898 (Digitalisat); 4. Auflage 1914.
- L’armée romaine d’Afrique et l’occupation militaire de l’Afrique sous les empereurs. Paris 1892 (Digitalisat).
- Lambèse. Leroux, Paris 1893 (Digitalisat).
- Musée de Lambèse. Leroux, Paris 1895 (Digitalisat).
- mit Émile Boeswillwald und Albert Ballu: Timgad. Une cité africaine sous l’Empire Romain. Leroux, Paris 1905 (Digitalisat).
- Carthage, Timgad, Tebessa et les villes antiques de l’Afrique du Nord. Paris 1909; 3. Auflage 1927 (Digitalisat).
- mit Victor Chapot: Manuel d’archéologie romaine. Paris 1916–1920 (Digitalisat Band 1, Band 2).
- Inscriptions latines d’Afrique, Paris 1923.